# Scott Henderson

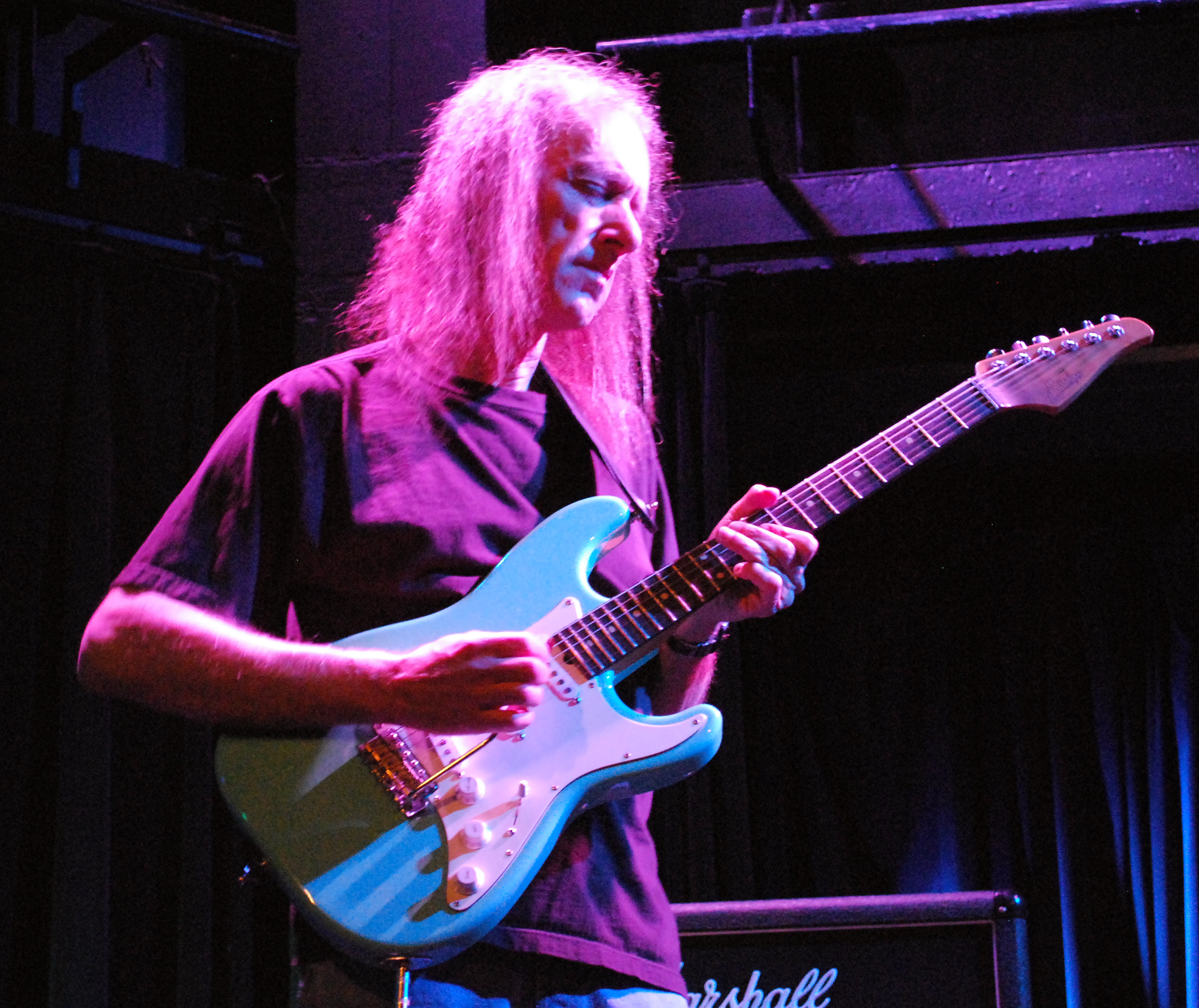
Scott Henderson (2010)

Scott Henderson (West Palm Beach, 26 de agosto de 1954) es un guitarrista de jazz fusion y blues estadounidense.

## Estilo
Scott Henderson es un guitarrista compositor e intérprete de jazz, blues, rock, y funk, todo dentro del marco de la fusión eléctrica. 
Según él mismo, estaba cansado de tener que buscar la palanca cuando tiene que usarla, así que decidió mantenerla en su mano y tocar con ella, para usarla cuando la necesitara, pero con una sonoridad de Slide Guitar. El mismo afirma que ama el estilo Slide, y utiliza la palanca para ese efecto.
Entre sus influencias directas podemos citar a Stevie Ray Vaughan, Allan Holdsworth, Led Zeppelin, James Brown, Jeff Beck, Jimi Hendrix, Ritchie Blackmore, Albert King y Buddy Guy, aunque empezó a tocar Jazz escuchando Weather Report, Chick Corea y la Mahavishnu Orchestra.
Scott Henderson afirma que desarrolló mucho su técnica y oído transcribiendo innumerables solos de reconocidos músicos de jazz, como Miles Davis, Joe Henderson, Freddy Hubbard o Wayne Shorter, entre muchos otros.

## Carrera
Ha colaborado con artistas que han requerido de él, como Chick Corea Elektric Band o Joe Zawinul, Jean-Luc Ponty y Jeff Berlin, entre muchos otros. 
Fue el líder y cocompositor junto a Gary Willis, de la banda de fusión Tribal Tech (1985 - 2001), por muchos considerada la natural sucesora de Weather Report, con la cual desde sus inicios exploraron muchas sonoridades, estilos e improvisación de alto riesgo, nunca cediendo a la presión comercial de la época (80´s,) donde otros exponentes se acercaron al smooth jazz, corriente que según las propias palabras de Henderson: "Es "jazz" para la gente que no le gusta realmente el jazz". Siempre fiel a sus principios, no sucumbió a las tentaciones de hacer algo más fácil y comercial y siguió siempre explorando, manteniendo vivo el espíritu del jazz y llevando a la fusión siempre un paso más allá.
Tiene su banda solista de blues, llamada "Scott Henderson Blues Band" con la cual ha editado tres discos desde el 94 y un disco doble en vivo el 2005. Junto con el bajista Victor Wooten y el baterista Steve Smith formaron "Vital Tech Tones", la cual saco 2 discos.
Ha editado dos videos: el primero, "Fusion Improvisation", está más destinado a la técnica, la creación de escalas, modos y otros conceptos sobre ellas. El segundo, "Melodic Phrasing", está destinado al fraseo y a "como pensar la música más inteligentemente". 
También ha publicado un libro sobre acordes, donde según el "muestra la importancia de los acordes a los guitarristas" y, por medio de un sistema de colores, se pueden encontrar los tipos de acordes y su tónica.
Actualmente tiene sus "Open Councelings" en el MI (Musician´s Institute) de Los Ángeles, California.

## Equipamiento

### Guitarras
Henderson tiene dos guitarras tipo stratocaster de "Suhr Guitars" customizadas: una para jazz y otra para blues. La guitarra de jazz tiene pastillas humbuckers Seymour Duncan '59 para el puente y el mástil, y la de blues no. Ambas tienen Gotoh 1088 bridge.
Estas guitarras son "custom made" por John Suhr.

### Efectos
- Compresor CS-2 de Boss
- Fultone Octafuzz
- Chorus CE-2 Boss
- Xotic RC Booster
- Maxon SD-9 Sonic Distortion
- Voodoo 1
- Chorus Arion
- Freddy fuzz (a veces lo reemplaza con un Seek Wah)
- Boss SE-70
- Jamman de Lexicon (para loops)
- Freddy Fuzz y el TS 808 Tube Screamer (para distorsión)

### Amplificación
Posee un equipo OD 100, hecho especialmente para él, con dos canales: el canal uno tiene un sonido más similar al Fender, y el canal dos es uno que se asemeja al Marshall. Este último lo utiliza generalmente para distorsión, aunque a veces lo combina con el efecto OctaFuzz, cerrando el Bost del canal.
El seteo de los canales depende de los micrófonos que utilice en las guitarras:
- En estudio utiliza el canal 2 sin pedales con: ganancia 6, bajos 4, medios 7, agudos 3, presencia 10, volumen 6.
- Para los micrófonos con simple bobina setea la ganancia en 7, bajos en 2, medios en 8, agudos en 6, presencia en 5, volumen en 7 y el boost abierto.
- Para los micrófonos humbuckers setea:

El canal 1: Ganancia 8, bajos 2, medios 4, agudos 3, presencia 5, volumen 6 y el boost abierto.
El canal 2: Ganancia 6, bajos 2, medios 8, agudos 3, presencia 5, volumen 7 y el boost abierto.

## Discografía

### Discos Propios
- 1985 Tribal Tech - Spears
- 1987 Tribal Tech - Dr. Hee
- 1990 Tribal Tech - Nomad
- 1990 Tribal Tech - Tribal Tech
- 1992 Tribal Tech - Illicit
- 1993 Tribal Tech - Face First
- 1994 Scott Henderson - Dog Party
- 1994 Scott Henderson - Primal Tracks
- 1995 Tribal Tech - Reality Check
- 1996 Scott Henderson - Tore Down House
- 1999 Tribal Tech - Thick
- 2000 Tribal Tech - Rocket Science
- 2002 Scott Henderson - Well To The Bone
- 2005 Scott Henderson - Live
- 2012 Tribal Tech - X
- 2015 Scott Henderson - Vibe Station
- 2019 Scott Henderson - People Mover
- 2024 Scott Henderson - Karnevel!

### Otras agrupaciones
- 1975 Jean-Luc Ponty - Voyage: The Jean-Luc Ponty Anthology
- 1985 Jean-Luc Ponty - Fables
- 1985 Jeff Berlin / Vox Humana - Champion
- 1986 Chick Corea - Elektric Band
- 1988 The Zawinul Syndicate - Immigrants
- 1989 The Zawinul Syndicate - Black Water
- 1990 Pat Coil - Steps
- 1994 Mr Right & Mr Wrong Nomeansno Presents: One Down Two To Go
- 1994 Billy Childs - I've Known Rivers
- 1994 Tom Coster - Forbidden Zone
- 1995 Five After Four - Notorious
- 1998 Scott Henderson, Steve Smith, Victor Wooten - Vital Tech Tones
- 1998 Jeff Berlin - Crossroads
- 1998 Gregg Bissonette - Gregg Bissonette
- 1999 Vessels of Sin - Next Stop Nowhere
- 2000 Laree Gibson - Wakin' Up To My Dreams
- 2000 Carolyn Mark - Party Girl
- 2000 Scott Henderson, Steve Smith, Victor Wooten - Vital Tech Tones Vol. 2

- Datos: Q708879
- Multimedia: Scott Henderson / Q708879